# Благоевич, Видое
Видое Благоевич (серб. Видоје Благојевић / Vidoje Blagojević, род. 22 июня 1950 в Братунаце) — югославский и сербский военачальник, полковник ВС Республики Сербской, признанный виновным в участии в резне в Сребренице.

## Биография

### Воинская служба
Родился 22 июня 1950 года в городе Братунац (центр одноимённой общины). Боснийский серб по национальности. Служил в Югославской народной армии, имел звание подполковника. После распада Югославии вступил в вооружённые силы Республики Сербской, возглавил 1-ю Зворникскую пехотную бригаду из Дринского корпуса. В 1993 году в течение нескольких месяцев был начальником штаба 1-й Братунацкой лёгкой пехотной бригады, 25 мая 1995 назначен её командиром. С 6 по 11 июля 1995 года участвовал в операции «Кривая». До 2001 года состоял в Генеральном штабе Войска Республики Сербской.

### Дело о резне в Сребренице
10 августа 2001 года по распоряжению SFOR Благоевич был арестован по обвинению в совершении преступлений против человечества, геноциде и нарушении правил ведения войны. В частности, Благоевича обвинили в убийстве боснийских гражданских жителей во время резни в Сребренице. По тому же делу проходили обвиняемыми Драган Йокич и Драган Обренович. Все трое отрицали свою вину в геноциде.
17 января 2005 года Гаагский трибунал признал Благоевича виновным в геноциде и приговорил его к 18 годам лишения свободы. 9 мая 2007 года после рассмотрения апелляции срок был сокращён до 15 лет лишения свободы, а осуждённого 25 января 2008 года отправили в тюрьму в Норвегии отбывать наказание. 27 декабря 2012 года Благоевич был освобождён досрочно, отбыв две трети наказания.